# Amastigia crassimarginata
Amastigia crassimarginata är en mossdjursart som först beskrevs av Busk 1884.  Amastigia crassimarginata ingår i släktet Amastigia och familjen Candidae. Inga underarter finns listade i Catalogue of Life.